# Departamento de Formosa
Departamento de Formosa är en kommun i Argentina.   Den ligger i provinsen Formosa, i den nordöstra delen av landet, 1 000 km norr om huvudstaden Buenos Aires.
Omgivningarna runt Departamento de Formosa är huvudsakligen savann. Runt Departamento de Formosa är det ganska glesbefolkat, med 38 invånare per kvadratkilometer.